# Oldsmobile Autocrat
Der Oldsmobile Autocrat Serie 28 war ein Mittelklasse-PKW, der 1911 von Oldsmobile, einer Marke von General Motors, herausgebracht wurde. Der Autocrat war das mittlere Modell der Marke und orientierte sich technisch (mit Ausnahme des Motors) am Spitzenmodell Limited.
Die Wagen hatten einen seitengesteuerten Vierzylinder-Reihenmotor mit 7718 cm³ Hubraum, der eine Leistung von 40 bhp (29 kW) abgab, die über eine Lederkonuskupplung, ein Vierganggetriebe mit Schalthebel rechts außen und eine Kardanwelle an die Hinterräder weitergeleitet wurde. Alle vier Räder waren mit Holzspeichen versehen und die Hinterräder mechanisch mit Trommeln und Außenbändern gebremst.
Die Wagen waren als 4-türige Tourenwagen oder Limousinen, oder als 2-türige Roadster erhältlich.
1912 wurden die Fahrzeuge ohne große Änderungen als Serie 32 weitergefertigt. Lediglich der Radstand nahm um 2" zu.
1911 waren zusammen mit dem kleineren Modell Special 1000 Fahrzeuge entstanden, 1912 waren es 500 Stück allein vom Autocrat. Im Folgejahr entfiel das Modell ersatzlos.